# بلکهاوزن
بلکهاوزن (به آلمانی: Bleckhausen) یک شهر در آلمان است که در فولکانایفل واقع شده‌است. بلکهاوزن ۳۱۷ نفر جمعیت دارد.